# Romain Cloître
Pour les articles homonymes, voir Cloître.
Romain Cloître est un surfeur professionnel français né le 12 octobre 1988.

## Biographie
A commencé le surf à l'âge de 11 ans. a grandi à la réunion.

## Palmarès
- 2011 : victoire au WQS 6* relentless Boardmasters de Newquay

### Titres
- 2007 : Champion d'Europe junior
- 2011 : Champion d'Europe